# 恆星碰撞
恆星碰撞指兩顆恆星通過重力作用合併成一個較大天體的過程。天文學家們估計，銀河系內的球狀星團每一萬年可能發生一次這樣的事件。科學家直到最近才有足夠的技術觀察恆星的合併。稠密的星團可以因中介質量黑洞所引發的「失控恆星碰撞」，於短時間內發生一系列的恆星碰撞。

## 天文學的複雜的天體
宇宙中的任何恆星，無論核融合反應是否仍在進行中，都有可能發生恆星碰撞，這包括白矮星、中子星、黑洞、主序星、巨星和超巨星等等。不同型態的恆星碰撞或合併，結果會形成不同類型、質量、溫度和半徑的恆星。

## 恆星碰撞或合併的類型

### Ia型超新星
白矮星是低質量恆星的殘骸，如果它與其他的恆星結合成聯星系統，它們可能會形成稱為Ia超新星的劇烈恆星爆炸。白矮星可能會吸引主序星或紅巨星伴星的物質，形成吸積盤。當兩顆白矮星的軌道彼此非常靠近時，其軌道能量會以重力波的形式輻射出來，導致雙方向內螺旋運動。 當它們最後結合在一起時，如果質量接近或超過錢德拉塞卡極限，那麼
碳燃燒就會開始進行，使溫度劇增。由於白矮星是簡併物質，在熱壓力和恆星質量之間沒有安全的平衡。因此，失控的融合反應在合併後的恆星內部快速地傳播和加熱，造成超新星爆炸。在幾秒鐘內，白矮星所有的物質都被拋入太空內。

### 中子星碰撞
中子星的碰撞會發生類似Ia超新星的事件。當兩顆中子星的軌道彼此密切時，它們會隨著時間螺旋向內推移。當這兩顆中子星相遇，它們的碰撞會形成黑洞（假設它們的質量超過托爾曼﹣歐本海默﹣沃爾科夫極限）。這會在1到2毫秒的短時間內創造出強磁場，其強度為地球磁場的數萬億倍。天文學家認為這類事件就是某種類型的伽瑪射線暴。哈伯太空望遠鏡拍攝的影像顯示金的產生，以及許多其它更重的金屬，都是來自劇烈的中子星碰撞。對宇宙中所有金含量的統計指出，估計這樣的碰撞每1萬至10萬年會發生一次。

## 發現
各個時代的天文學家都有提出恆星碰撞的理論，但這要等到新技術的發展之後，才可以得到証明。在1764年，查爾斯·梅西耶發現了現在稱為M30的星團。20世紀的天文學家估計，這個星團已經存在130億年。後來，哈伯太空望遠鏡能夠解析出M30中的一顆恆星。經由這種新技術，天文學家發現了一些稱為藍掉隊星的恆星，比星團內的其它恆星都明顯更年輕。天文學家假設這些恆星可能是經由「碰撞」或是「合併」形成的，所以它們有比周圍的其它同伴更多的燃料，可以繼續進行核融合反應。

## 恆星碰撞與太陽系
雖然恆星碰撞可能在銀河系的某些地區頻繁發生，但是在太陽所處的環境附近發生的可能性則非常低。根據計算，在太陽附近的恆星碰撞率是10兆兆年一次。另一恒星與太陽近距離接觸的可能性非常低，其估算公式如下：
N ~ 4.2 · D2 Myr−1
當中N表示每百萬年接近太陽至太陽半徑D之內的恆星，單位為秒差距。地球的平均軌道半徑是1天文單位，相當於4.82 × 10−6秒差距，可以做為比較。
儘管太陽不會直接發生這樣的事件，但是另一恒星達到100光年距離之內，仍有可能導致地球的毀滅。不過，這依然是不太可能的，因為沒有如此接近太陽的恆星集團。

## 外部連結
- .   [2013-05-30].[永久]